# Tatoi

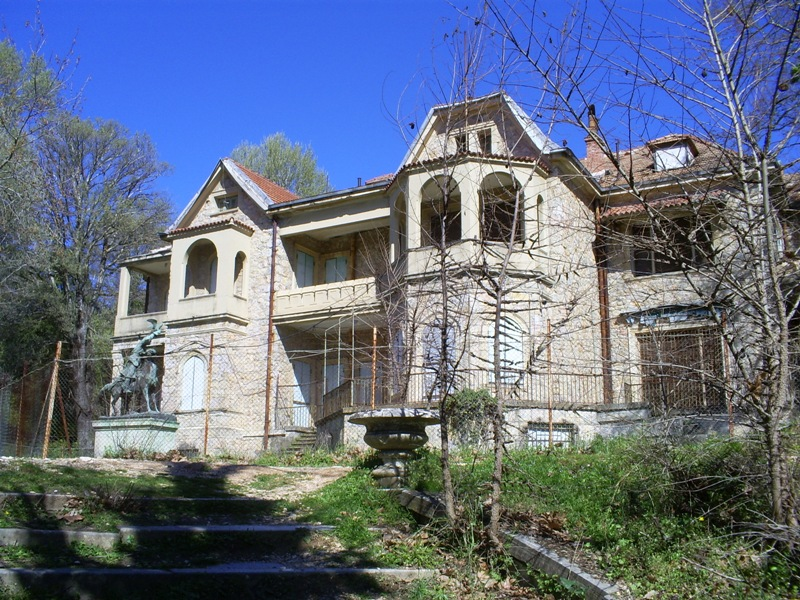
Teilansicht des Tatoi (2008)

Tatoi (griechisch Τατόι (n. sg.)) liegt 20 km nördlich von Athen in Dekeleia und war die Sommerresidenz, dann Hauptresidenz und Grablege der ehemaligen griechischen Königsfamilie und Geburtsstätte von König Georg II. Das Gelände ist dicht bewaldet und liegt am Südosthang des Parnitha-Gebirges. Die Gebäude sind in sehr schlechtem Zustand.

## Königspaläste
Der griechische König Otto residierte von 1832 bis 1834 in Nafplio, bevor er die Hauptstadt nach Athen verlegte. 1841 zog König Otto in das von Friedrich von Gärtner erbaute Schloss (= Alter Königspalast), das heute das Griechische Parlament beherbergt. Ein Brand Heiligabend 1909 zerstörte große Teile des Schlosses, worauf König Georg I. zunächst provisorisch in das Kronprinzenpalais (= Neuer Königspalast) einzog. Dieses wurde von 1891 bis 1897 von Ernst Ziller für den Kronprinzen und späteren König Konstantin I. erbaut. Nach der Ermordung Georg I. 1913 in Thessaloniki und der Thronbesteigung Konstantin I. wurde das Kronprinzenpalais definitiv zum Neuen Königspalast. Heute ist es der Amtssitz des Griechischen Präsidenten.

## Das Anwesen
König Georg I. kaufte das Grundstück 1871. Er ließ ein einfaches Haus errichten. Dies sollte seine Bescheidenheit dokumentieren. Es war von Anfang an überbelegt, sodass das Personal und die Königsfamilie mit wenigen Zimmern auskommen mussten. Als Elisabeth von Österreich-Ungarn die Familie besuchte, war sie von den Zuständen schockiert, und reiste schneller ab als geplant. 
Königin Olga, die durch ihre Mitgift (als geborene Großfürstin von Russland) über mehr Geld verfügte als ihr Ehemann, ließ ein Landhaus nach dem Vorbild des Zarenpalastes in Peterhof errichten. 
Die griechischen Könige hatten zuvor im Alten Königspalast auf dem Syntagma-Platz in Athen (jetzt Parlament) und danach im Neuen Königspalast (jetzt Residenz des Staatspräsidenten) residiert. König Paul machte Tatoi zu seiner ständigen Residenz. Einziger Luxus war ab 1957 ein unterirdischer Kinosaal, den Spyros Skouras als damaliger Leiter der 20th Century Fox der Königsfamilie geschenkt hatte.

## Weitere Gebäude

### Küchenhaus
Das Haus verfügt nur über eine kleine Küche. Eine größere Küche befindet sich in einem Nebengebäude, welches mit dem Haupthaus über einen Tunnel verbunden ist.

### Bauernhof
Zu der Liegenschaft gehört auch ein großer Bauernhof. Die Butter von Tatoi wurde zur Zeit der griechischen Monarchie auf den Athener Märkten verkauft. Es wurden auch Wein, Milch, Fleisch und Käse für den Eigenverbrauch am Hof erzeugt.

### Friedhof
Im Schlosspark von Tatoi, zirka einen Kilometer vom Palast entfernt, liegt auf einem von Pinien und Zypressen bewaldeten Hügel der Königliche Friedhof von Tatoi. Die Gräber sind chronologisch angeordnet. Derzeit sind auf dem Friedhof 22 Personen, darunter sechs Könige, bestattet.

### Öffentliches Hotel
Bis 1935 befand sich auf dem Gelände auch das Hotel Tatoion. Dieses wurde auf Initiative von König Georg errichtet und sollte jedem eine Übernachtung im Schlosspark ermöglichen, allerdings nur maximal zwei Nächte. Der Hotelbetrieb wurde 1935 eingestellt.

### Kronprinzenhaus
Der Kronprinz wohnte in einem von Ernst Ziller entworfenen Nebengebäude. Dies brannte 1916 ab und wurde anschließend abgerissen.

## Eigentümer
Das Anwesen wurde von der königlichen Familie erst als Sommersitz, nach Aufgabe des Schlosses am Sýntagma-Platz als ganzjähriger Sitz genutzt. Mit Ausrufung der Griechischen Republik wurde das Anwesen als Staatseigentum betrachtet. Als sich in der Öffentlichkeit Vorwürfe gegen diese Haltung mehrten, wurden 1991 alle Gegenstände aus dem nun abgesperrten Schloss an Konstantin II. zurückgegeben. Die Konfiszierung von Tatoi und anderer Vermögensgegenstände des gestürzten Königs Konstantin II. ohne Kompensationszahlungen führte zu einem Rechtsstreit vor dem Europäischen Gerichtshof für Menschenrechte. Der Ex-König argumentierte, dass das Anwesen von seinen Vorfahren rechtmäßig erworben worden sei und darum zum Privatvermögen der Familie gehöre. Der griechische Staat entgegnete, dass die Liegenschaft der königlichen Familie zur Ausübung ihrer staatlichen Repräsentation diente und darum mit der Abschaffung der Monarchie automatisch öffentliches Eigentum wurde. Es kam zu einem Vergleich: Der damals im Exil lebende König wurde entschädigt, das Anwesen blieb jedoch im Eigentum der Griechischen Republik.
Im Jahr 2007 plante die damalige griechische Regierung, aus dem Anwesen ein Museum zu machen.
Presseberichten zufolge wurden 2012 für Tatoi ebenso wie für anderen griechischen Staatsbesitz Käufer gesucht.
Der 2012 gegründete Freundeskreis des Anwesens Tatoi hat sich zum Ziel gesetzt, das Anwesen zu restaurieren und zu einem Museum und öffentlichen Veranstaltungsort umzuwandeln, zurzeit jedoch ohne Aussicht auf politische Unterstützung und mit geringen finanziellen Ressourcen.
Derzeit kümmert sich der griechische Staat kaum um das Anwesen. Schäden durch die Zeit haben viele Gebäude und die königlichen Autos weitgehend zerstört. Diebstähle, Vandalismus und illegales Abzweigen der Wasserversorgung geschehen monatlich. Im Falle eines Feuers wären alle Gebäude sowie die umfangreiche Flora und Fauna völlig schutzlos. Der Sicherheitsdienst für das Gelände wurde abgeschafft. In einem Fall von Geschichtsfälschung wurde das Gelände als ehemalige bischöfliche Residenz umbenannt. Eine politische Idee zur Umwandlung von Tatoi in eine private Winzerei oder ein Resort mit Grills und Cafés würde dem Anwesen seine Historizität rauben und wurde daher von vielen Seiten kritisiert. Einige Personen und Organisationen würden das Anwesen gern als Museum nutzbar machen. Das ehemalige königliche Anwesen in Polydendri wird ebenso vernachlässigt, die Gebäude verfallen.

## Flugplatz
Der Militärflugplatz Dekelia ( ICAO: LGTT), ehemals Flughafen Tatoi, befindet sich unweit des Anwesens. Der Flughafen Tatoi wurde 1918 eröffnet und war der erste Athener Flughafen. Darüber hinaus befindet sich das Museum der Griechischen Luftstreitkräfte auf dem Gelände. Die asphaltierte  Start- und Landebahn mit einer Ausrichtung von 03/21 ist 1.764 m lang. Der Militärflugplatz liegt auf einer Höhe von 239 m (785 ft) über dem Meeresspiegel.